# La vita nuova (Gianni Togni)
La vita nuova è il dodicesimo album del cantautore italiano Gianni Togni, pubblicato nel 2006 dalla Acquarello music / Self. I testi di tutti i brani sono firmati da Carla di Riso, ad eccezione di Oggi di più e La bellezza di un'idea i cui testi sono di Gianni Novi. Le musiche e gli arrangiamenti sono di Gianni Togni.

## Tracce
1. Oggi di più (Testo di Gianni Novi)
2. Quello che so
3. Appena puoi portami via
4. La vita nuova
5. Pazzo di te
6. Cose che forse a parole non racconterei
7. La bellezza di un'idea (Testo di Gianni Novi)
8. Splendida giornata
9. L'unica cosa

Testi di Carla di Riso, musiche di Gianni Togni.

## Formazione
- Michael Landau - Electric guitars
- Tollak - armonica
- Stefano Di Battista - Saxophone
- Pasquale Morgante - piano & keyboards
- Luca Pirozzi - Bass
- Mario Guarini - Bass
- Lucrezio de Seta - Drums & percussion